# یوآنا پوکویسکا
یوآنا پوکویسکا (لهستانی: Joanna Pokojska؛ زادهٔ ۲۹ ژوئن ۱۹۷۷) بازیگر اهل لهستان است. وی دانش‌آموختۀ مدرسه ملی فیلم ووچ بود.
از فیلم‌ها یا مجموعه‌های تلویزیونی که وی در آن‌ها نقش داشته است، می‌توان به در خوشی و سختی، در خیابان سپولنی، طایفه،  دهن‌به‌دهن، رز کوچک، قانون حقیقی، رنگ‌های خوشبختی و دوستان اشاره نمود.